# Léon Pierco
Léon Pierco (Leuven, 8 oktober 1936) is een voormalig Belgisch volksvertegenwoordiger voor de VLD.

## Levensloop
Pierco werd beroepshalve leraar en was inspecteur bij de Dienst Jeugd, Cultuur en Sport van de provincie Brabant. Ook was hij kabinetsattaché bij minister van Middenstand Jacky Buchmann.
Voor de PVV, de voorloper van de VLD, werd hij in 1976 verkozen tot gemeenteraadslid van Leuven, wat hij bleef tot in 2006. Van 1980 tot 1991 was hij schepen van de stad.
Van 1991 tot 1995 was hij lid van de Kamer van volksvertegenwoordigers voor het arrondissement Leuven. In de periode januari 1992-mei 1995 had hij als gevolg van het toen bestaande dubbelmandaat ook zitting in de Vlaamse Raad. De Vlaamse Raad was vanaf 21 oktober 1980 de opvolger van de Cultuurraad voor de Nederlandse Cultuurgemeenschap, die op 7 december 1971 werd geïnstalleerd, en was de voorloper van het huidige Vlaams Parlement. Hij maakte er deel uit van verschillende commissies: de Interparlementaire Commissie van de Nederlandse Taalunie, de Commissie voor Binnenlandse Aangelegenheden en Openbaar Ambt, de Werkgroep Sport, de Commissie van Onderzoek naar de besteding van de KS-gelden.